# チェルヴェン・ブリャク
チェルヴェン・ブリャク（Cherven Bryag (ブルガリア語: Червен бряг, 発音 [t͡ʃɛrˈvɛn ˌbrʲak])）は、ブルガリア北部の町、およびそれを中心とした基礎自治体。プレヴェン州に属する。イスクル川（Искър / Iskar）の支流ズラトナ・パネガ川（Златна Панега / Zlatna Panega）の右岸にあり、ブルガリアの首都ソフィアからは北東に137キロメートル、州都のプレヴェンからは南西に53キロメートル、ルコヴィトからは北西に12キロメートル、ヴラツァからは東に56キロメートル、オリャホヴォからは南に55キロメートルである。町の名前は「赤い岸」を意味し、川の近くで取れる赤みがかった粘土に由来している。
チェルヴェン・ブリャクは中世からの集落で、1431年にオスマン帝国の徴税所によって「ドブロラク」（Dobrolak）の名で初めて記録されている。現行の呼称はオスマン帝国のニコポル地域の一部として16世紀に初めて記録された。1969年6月26日、首相のアンドレイ・リャプチェフ（Андрей Ляпчев  / Andrey Lyapchev）によって、チェルヴェン・ブリャクは村から町とされた。
チェルヴェン・ブリャクはソフィア-ゴルナ・オリャホヴィツァ-ヴァルナ/ルセを結ぶ重要な鉄道路線の分岐点にある。1899年には新しく開通したソフィア-ヴァルナ間の路線の経由地として初の鉄道駅ができ、ここからビャラ・スラティナ、オリャホヴォとを結ぶ狭軌路線、およびルコヴィト、ズラトナ・パネガとを結ぶ標準軌路線の起点となった。鉄道駅は、中心部とは反対方向にあたる町の南西の端にある。
地元の主な建造物のひとつに、町の中心に建つヴラツァの聖ソフロニイ大聖堂がある。

## 町村
チェルヴェン・ブリャク基礎自治体（Община Червен бряг）にはその中心であるチェルヴェン・ブリャクをはじめとする、以下の町村（集落）が存在している。
| 町/村                  | キリル文字  | 郵便番号 | 人口 (2009年12月) |
| ---------------------- | ----------- | -------- | ----------------- |
| Breste                 | Бресте      | 5992     | 440人             |
| Glava                  | Глава       | 5985     | 1,397人           |
| Gornik                 | Горник      | 5991     | 1,250人           |
| Deventsi               | Девенци     | 5995     | 775人             |
| Koynare                | Койнаре     | 5986     | 4,464人           |
| Lepitsa                | Лепица      | 5987     | 458人             |
| Radomirtsi             | Радомирци   | 5997     | 1,523人           |
| Rakita                 | Ракита      | 5998     | 938人             |
| Reselets               | Реселец     | 5993     | 1,061人           |
| Ruptsi                 | Рупци       | 5994     | 1,237人           |
| Suhache                | Сухаче      | 5988     | 751人             |
| Telish                 | Телиш       | 5990     | 1,166人           |
| チェルヴェン・ブリャク | Червен бряг | 5980     | 13,856人          |
| Chomakovtsi            | Чомаковци   | 5989     | 1208人            |